# Mohamed Aleem
Mohamed Aleem (født 10. august 1991) er en srilankansk fodboldspiller, der spiller for Renown og Sri Lankas fodboldlandshold.